# 津河镇
津河镇，是中华人民共和国黑龙江省绥化市北林区下辖的一个乡镇级行政单位。

## 行政区划
津河镇下辖以下地区：
津河村、靠河村、松林村、果园村和民胜村。